# Иванова, Ольга Дмитриевна
Ольга Дмитриевна Иванова (1898—1958) — советская актриса театра. Заслуженная артистка РСФСР (1950).

## Биография
Родилась в Нижнем Новгороде 17 мая 1898 года (по другим данным в 1897 году) в семье кузнеца и прачки.
В девять лет Ольгу отдали в Мариинский приют в Нижнем Новгороде, так как отец серьёзно заболел и мать была не в силах содержать пятерых детей. В приюте Иванова воспитывалась с 1907 по 1915 годы и получила четырёхклассное образование.
Имея пристрастие к театру, в 1918 году поступила артисткой в Военный пролеткульт, затем, работая в Волжской военной флотилии — была направлена с пароходом «Факел социализма» на Царицынский фронт. После освобождения Царицына, вернувшись в Нижний Новгород, Иванова продолжала работать в театре моряков Волжского военного флота.
На молодую талантливую актрису обратил внимание режиссёр театра И. А. Ростовцев, который позже стал её мужем. Ростовцев занялся формированием и развитием её сценического таланта, стал руководить самообразованием артистки. Ольга Иванова стала артисткой бытовых и характерных ролей в комедии и драме. Она выступала с успехом на сцене театров страны в Саратове, Москве, Нижнем Новгороде, Куйбышеве, Ярославле, показав высокое артистическое мастерство в создании сценических образов.
Ольга Дмитриевна Иванова занималась также большой общественной деятельностью, руководя художественной самодеятельностью и выступая в выездных спектаклях и концертах в частях Советской Армии, колхозах и других местах.
В Ярославле Иванова выступала в 1934—1935 годах и в 1942—1957 годах. С августа 1957 года она становится артисткой Московского Малого театра.
Умерла 28 июня 1958 года в Ярославле. Похоронена рядом с супругом на Туговой Горе.

## Награды
- В 1950 году Ивановой было присвоено звание заслуженной артистки РСФСР и вручен орден Трудового Красного Знамени[1].